# Фінал чемпіонату Європи з футболу 2012
Фінал чемпіонату Європи з футболу 2012 — футбольний матч, що відбувся 1 липня 2012 року, о 21:45 (EEST), на  НСК «Олімпійський» у Києві між збірними Іспанії та Італії, в якому збірна Іспанії захистила титул чемпіонів Європи й удруге поспіль завоювала Кубок Анрі Делоне, перемігши з рахунком 4:0 збірну Італії. Збірна Іспанії стала першою командою, яка виграла двічі поспіль чемпіонат Європи та першою командою, яка тричі поспіль перемогла у найголовніших футбольних турнірах (ЧЄ-2008 і ЧС-2010). Окрім того, це була перемога в фінальному матчі з найбільшим рахунком за всю історію змагань.

## Передісторія
Збірні Іспанії та Італії неодноразово брали участь в чемпіонатах Європи. Для іспанців чемпіонат в Україні та Польщі став дев'ятим, а для італійців — восьмим за ліком в їхній футбольній історії.
Збірна Іспанії вже двічі, в 1964 та 2008 роках, завойовувала титул найсильнішої в Європі; 1984 року грала у фіналі, де поступилася французькій збірній.
Збірна Італії здобувала чемпіонський титул лише одного разу — 1968 року, у 2000 році грала у фіналі, в якому програла тим ж таки французам. Крім того в активі італійської збірної були бронзові медалі чемпіонату 1988 року.

## Історія протистоянь
До фінального матчу чемпіонату Європи 2012 збірні Іспанії та Італії провели між собою 30 поєдинків; фінал Євро 2012 мав стати 31-им в їхній історії. В 10 матчах сильнішими були італійські футболісти, 8 разів вигравала команда Іспанії, у 12 матчах було зафіксовано нічийний результат.
З 30 матчів між командами 11 відбулися на офіційному рівні. Вперше збірні Іспанії та Італії зустрілись в офіційній грі на олімпійському футбольному турнірі 1920 року: в тому матчі перемогу здобули іспанці. Перше протистояння між іспанцями та італійцями на чемпіонатах світу відбулося 1934 року: перша гра зафіксувала нічию — 1:1, наступного дня в матчі-переграванні перемогу здобули італійці — 1:0.
На чемпіонатах Європи іспанці та італійці зіграли між собою чотири матчі. В першій зустрічі на чемпіонаті Європи 1980 було зафіксовано нульову нічию, на Євро 1988 перемогу здобули італійці — 1:0. На чемпіонаті 2008 року іспанці та італійці зіграли з рахунком 0:0, однак в серії пенальті виграла збірна Іспанії (4:2). Востаннє на чемпіонатах Європи іспанці та італійці зустрілися на груповій стадії Євро 2012 (нічия 1:1).
Загалом на офіційному рівні сильнішими в протистояннях двох команд були італійці (5 перемог), 5 разів команди грали у нічию, Іспанія здобувала перемогу лише одного разу. Збірна Іспанії (після матчу 1920 року) жодного разу не вигравала в італійців в основний час: свою наступну перемогу в серії післяматчевих пенальті іспанська збірна здобула в чвертьфіналі Євро 2008.
Остання зустріч між збірними Італії та Іспанії (до Євро 2012) відбулася 10 серпня 2011 року в місті Барі; з рахунком 2:1 перемога дісталася італійській команді.

### Матчі[3]
Зеленим позначено офіційні матчі.
| Дата              | Турнір           | Місце                                               | Господар | Рахунок        | Гість   |
| ----------------- | ---------------- | --------------------------------------------------- | -------- | -------------- | ------- |
| 2 вересня 1920    | Олімпійські ігри | Антверпен, Олімпійський стадіон                     | Іспанія  | 2:0            | Італія  |
| 9 березня 1924    | Товариська гра   | Мілан, Кампо ді віале Ломбирдія                     | Італія   | 0:0            | Іспанія |
| 25 травня 1924    | Олімпійські ігри | Коломб, Олімпійський стадіон                        | Італія   | 1:0            | Іспанія |
| 14 червня 1925    | Товариський матч | Валенсія, Месталья                                  | Іспанія  | 1:0            | Італія  |
| 29 травня 1927    | Товариський матч | Болонья, Літореале                                  | Італія   | 2:0            | Іспанія |
| 22 квітня 1928    | Товариський матч | Хіхон, Ель Молінон                                  | Іспанія  | 1:1            | Італія  |
| 1 червня 1928     | Олімпійські ігри | Амстердам, Олімпійський стадіон                     | Італія   | 1:1            | Іспанія |
| 4 червня 1928     | Олімпійські ігри | Амстердам, Олімпійський стадіон                     | Італія   | 7:1            | Іспанія |
| 22 червня 1930    | Товариський матч | Болонья, Літореале                                  | Італія   | 2:3            | Іспанія |
| 19 квітня 1931    | Товариський матч | Більбао, Сан-Мамес                                  | Іспанія  | 0:0            | Італія  |
| 31 травня 1934    | Чемпіонат світу  | Флоренція, Джованні Берта                           | Італія   | 1:1            | Іспанія |
| 1 червня 1934     | Чемпіонат світу  | Флоренція, Джованні Берта                           | Італія   | 1:0            | Іспанія |
| 19 квітня 1942    | Товариський матч | Мілан, Сан-Сіро                                     | Італія   | 4:0            | Іспанія |
| 27 березня 1949   | Товариський матч | Мадрид                                              | Іспанія  | 1:3            | Італія  |
| 28 лютого 1959    | Товариський матч | Рим, Стадіо Олімпіко                                | Італія   | 1:1            | Іспанія |
| 13 березня 1960   | Товариський матч | Барселона, Камп Ноу                                 | Іспанія  | 3:1            | Італія  |
|                   | Олімпійські ігри |                                                     |          |                |         |
| 21 лютого 1970    | Товариський матч | Мадрид, Сантьяго Бернабеу                           | Іспанія  | 2:2            | Італія  |
| 20 лютого 1971    | Товариський матч | Кальярі, Сан-Елія                                   | Італія   | 1:2            | Іспанія |
| 25 січня 1978     | Товариський матч | Мадрид, Сантьяго Бернабеу                           | Іспанія  | 2:1            | Італія  |
| 21 грудня 1978    | Товариський матч | Рим, Стадіо Олімпіко                                | Італія   | 1:0            | Іспанія |
| 12 червня 1980    | Чемпіонат Європи | Мілан, Джузеппе Меацца                              | Італія   | 0:0            | Іспанія |
| 14 червня 1988    | Чемпіонат Європи | Франкфурт-на-Майні, Вальдштадіон                    | Італія   | 1:0            | Іспанія |
| 9 липня 1994      | Чемпіонат світу  | Фоксборо, Фоксборо                                  | Італія   | 2:1            | Іспанія |
| 18 листопада 1998 | Товариський матч | Салерно, Стадіо Арекі                               | Італія   | 2:2            | Іспанія |
| 29 березня 2000   | Товариський матч | Барселона, Олімпійський стадіон ім. Люїса Кумпаньша | Іспанія  | 2:0            | Італія  |
| 28 квітня 2004    | Товариський матч | Генуя, Луїджі Ферраріс                              | Італія   | 1:1            | Іспанія |
| 26 березня 2008   | Товариський матч | Ельче                                               | Іспанія  | 1:0            | Італія  |
| 22 червня 2008    | Чемпіонат Європи | Відень                                              | Іспанія  | 0:0 (пен. 4:2) | Італія  |
| 10 серпня 2011    | Товариський матч | Барі                                                | Італія   | 2:1            | Іспанія |
| 10 червня 2012    | Чемпіонат Європи | Гданськ, ПГЕ Арена-Гданськ                          | Іспанія  | 1:1            | Італія  |

### Статистика
|            | ЧС         | ЧЄ         | ОІ         | Тов.       | Всього     |            |            |            |            |            |
| Результати | Результати | Результати | Результати | Результати | Результати | Результати | Результати | Результати | Результати | Результати |
| ---------- | ---------- | ---------- | ---------- | ---------- | ---------- | ---------- | ---------- | ---------- | ---------- | ---------- |
| Італія     | 2          | 1          | 2          | 5          | 10         |            |            |            |            |            |
| Нічия      | 1          | 3          | 1          | 7          | 12         |            |            |            |            |            |
| Іспанія    | 0          | 0          | 1          | 7          | 8          |            |            |            |            |            |
| Голи       |            |            |            |            |            |            |            |            |            |            |
| Італія     | 4          | 2          | 9          | 24         | 39         |            |            |            |            |            |
| Іспанія    | 2          | 1          | 4          | 23         | 30         |            |            |            |            |            |

## Шлях до фіналу

### Іспанія

#### Груповий турнір
Збірна Іспанії після 8 ігор в своїй відбірній групі зайняла перше місце й вийшла до фінальної частини Євро 2012 напряму. Іспанська збірна потрапила до першого кошику жеребкування, як діючий чемпіон континенту. За підсумками жеребкування, що відбулося 2 грудня 2011 року в палаці мистецтв «Україна» у Києві, іспанці опинились в групі C разом зі збірними Італії, Хорватії та Ірландії. Усі свої матчі в групі іспанці провели у Гданську на стадіоні ПГЕ Арена.
Перший матч збірної Іспанії на чемпіонаті Європи 2012 року відбувся 10 червня. Суперником іспанців стала збірна команда Італії. Матч завершився нічиєю — 1:1. Другий матч іспанської збірної завершився розгромом збірної Ірландії з рахунком 4:0. У третьому матчі команді Іспанії протистояла хорватська збірна, яка була обіграна з рахунком 1:0.
За підсумками групового турніру збірна Іспанії набрала 7 очок й вийшла до чвертьфіналу з першого місця в групі.

#### Плей-оф
Ставши переможцем групи C, збірна Іспанії в чвертьфіналі мала зустрітися з командою Франції, яка зайняла друге місце в групі D. Матч проходив за відчутної переваги іспанських футболістів, а дубль Хабі Алонсо приніс перемогу іспанцям та вихід у півфінал.
В півфіналі суперником іспанців стала збірна Португалії. Основний і додатковий час матчу завершився з рахунком 0:0. В серії післяматчевих пенальті перемогу здобула іспанська збірна — 4:2.

### Італія

#### Груповий турнір
Збірна Італії після 10 ігор в своїй відбірній групі зайняла перше місце, що дозволило їй вийти у фінальну стадію чемпіонату напряму, без додаткових шгор плей-оф. Після кваліфікаційних матчів італійська збірна в таблиці коефіцієнтів УЄФА посіла 4-те місце. Незважаючи на високу позицію в рейтингу італійці опинилися лише в другому кошику. За підсумками жеребкування команда Італії потрапила до тієї ж групи, що й Іспанія, до групи C. Свої матчі на стадії групового турніру італійська збірна також проводила в Польщі: зокрема першу гру — у Гданську (стадіон ПГЕ Арена), другу і третю — на Муніципальному стадіоні в Познані.
Перші два матчі проти Іспанії та Хорватії італійські футболісти звели у нічию з однаковим рахунком 1:1. Таким чином після двох турів у своїй групі збірна Італії з двома очками в активі обіймала лише третю позицію (пропускаючи вперед збірні Іспанії та Хорватії, котрі набрали по 4 очки), що не давала можливості проходити в чвертьфінал. Аби продовжувати виступи на Євро італійцям в заключному матчі проти збірної Ірландії необхідна була лише перемога, а при нічийному результаті в матчі Хорватія—Іспанія перемога з різницею в 3 голи.
Матч Італія—Ірландія завершився перемогою італійців — 2:0. В іншому матчі групи іспанці переграли хорватів з рахунком 1:0. таким чином, з 5-ма очками в активі збірна Італії посіла другу сходинку в групі C, що дало їй можливість продовжувати виступи на чемпіонаті.

#### Плей-оф
Зайнявши друге місце в групі C, збірна Італії в чвертьфіналі вийшла на переможця групи D — збірну Англії. Основний час матчу завершився з рахунком 0:0. В овертаймі голів також не було зафіксовано. Матч Англія—Італія став першою грою чемпіонату, в якій довелось визначати переможця в серії післяматчевих пенальті. В серії пенальті сильнішими виявилися італійці — 4:2.
В півфіналі суперниками італійської збірної стали футболісти Німеччини. Вже в першому таймі Маріо Балотеллі оформив дубль, вивівши італійську команду вперед. Попри сильний тиск німецької збірної італійці втримували переможний рахунок майже до кінця матчу, однак в компенсований арбітром час німцям вдалося скоротити рахунок до мінімального: гол з пенальті забив Месут Езіл, — однак на більше німцям не вистачило часу.
| Команда     | І | П | Н | П | З  | П  | Р   | О  |
| ----------- | - | - | - | - | -- | -- | --- | -- |
| Іспанія     | 8 | 8 | 0 | 0 | 26 | 6  | +20 | 24 |
| Чехія       | 8 | 4 | 1 | 3 | 12 | 8  | +4  | 13 |
| Шотландія   | 8 | 3 | 2 | 3 | 9  | 10 | -1  | 11 |
| Литва       | 8 | 1 | 2 | 5 | 4  | 13 | −9  | 5  |
| Ліхтенштейн | 8 | 1 | 1 | 6 | 3  | 17 | −14 | 4  |

| Команда           | І  | П | Н | П | З  | П  | Р   | О  |
| ----------------- | -- | - | - | - | -- | -- | --- | -- |
| Італія            | 10 | 8 | 2 | 0 | 20 | 2  | +18 | 26 |
| Естонія           | 10 | 5 | 1 | 4 | 15 | 14 | +1  | 16 |
| Сербія            | 10 | 4 | 3 | 3 | 13 | 12 | +1  | 15 |
| Словенія          | 10 | 4 | 2 | 4 | 11 | 7  | +4  | 14 |
| Північна Ірландія | 10 | 2 | 3 | 5 | 9  | 13 | −4  | 9  |
| Фарерські острови | 10 | 1 | 1 | 8 | 6  | 26 | −20 | 4  |

| Команда  | І | П | Н | П | З | П | Р  | О |
| -------- | - | - | - | - | - | - | -- | - |
| Іспанія  | 3 | 2 | 1 | 0 | 6 | 1 | +5 | 7 |
| Італія   | 3 | 1 | 2 | 0 | 4 | 2 | +2 | 5 |
| Хорватія | 3 | 1 | 1 | 1 | 4 | 3 | +1 | 4 |
| Ірландія | 3 | 0 | 0 | 3 | 1 | 9 | −8 | 0 |

| Команда  | І | П | Н | П | З | П | Р  | О |
| -------- | - | - | - | - | - | - | -- | - |
| Іспанія  | 3 | 2 | 1 | 0 | 6 | 1 | +5 | 7 |
| Італія   | 3 | 1 | 2 | 0 | 4 | 2 | +2 | 5 |
| Хорватія | 3 | 1 | 1 | 1 | 4 | 3 | +1 | 4 |
| Ірландія | 3 | 0 | 0 | 3 | 1 | 9 | −8 | 0 |

## Перед матчем

### Стадіон
Олімпійський стадіон, який розташовується в столиці України — місті Києві, найбільший стадіон з восьми стадіонів, які приймали матчі Євро-2012, був вибраний як місце проведення фіналу, на засіданні проведеному в Україні 25 червня 2007 року.
Стадіон під назвою «Червоний стадіон» було відкрито 12 серпня 1923 року. За проектом архітектора Михайла Гречини в 1936 року на місці «Червоного стадіону» розпочалося будівництво нового 50-тисячного стадіону, відкриття якого через війну відбулося 1946 року.
Протягом 1936-1996 років стадіон носив назву «Республіканського», в 1960-1990-х роках стадіон був найбільшим в Радянському союзі та Європі.
В 1980 році «Республіканський стадіон» в ході літніх Олімпійських ігор 1980 було проведено 6 матчів групового турніру та чвертьфінальний поєдинок олімпійського футбольного турніру.
В ході підготовки України до чемпіонату Європи 2012 на стадіоні протягом 2008-2011 років проводилася реконструкція. Оновлений стадіон було знову відкрито 11 листопада 2011 року.
НСК «Олімпійський» в ході Євро 2012 прийняв 3 матчі в групі D, чвертьфінальну гру між збірними Англії та Італії.

### Арбітри
29 червня 2012 року Педру Проенса, який представляє португальську футбольну федерацію, був обраний УЄФА основним арбітром фінального матчу.
Помічники Проенси на бокових лініях Бертіну Кунья Міранда і Рікарду Сантуш, а на лініях за воротами — Жорж Соуза і Дуарте Гоміш, які раніше з ним працювали на чемпіонаті в матчі Групи С — Іспанія проти Ірландії, в матчі Групи D — Швеція проти Франції і в чвертьфінальному матчі — Англія проти Італії.
Четвертим арбітром став турецький рефері Джюнейт Чакир, який був частиною команди Проенси, що обслуговувала чвертьфінальний матч, в якому зустрічалась Англія проти Італії.

### Підтримка команд

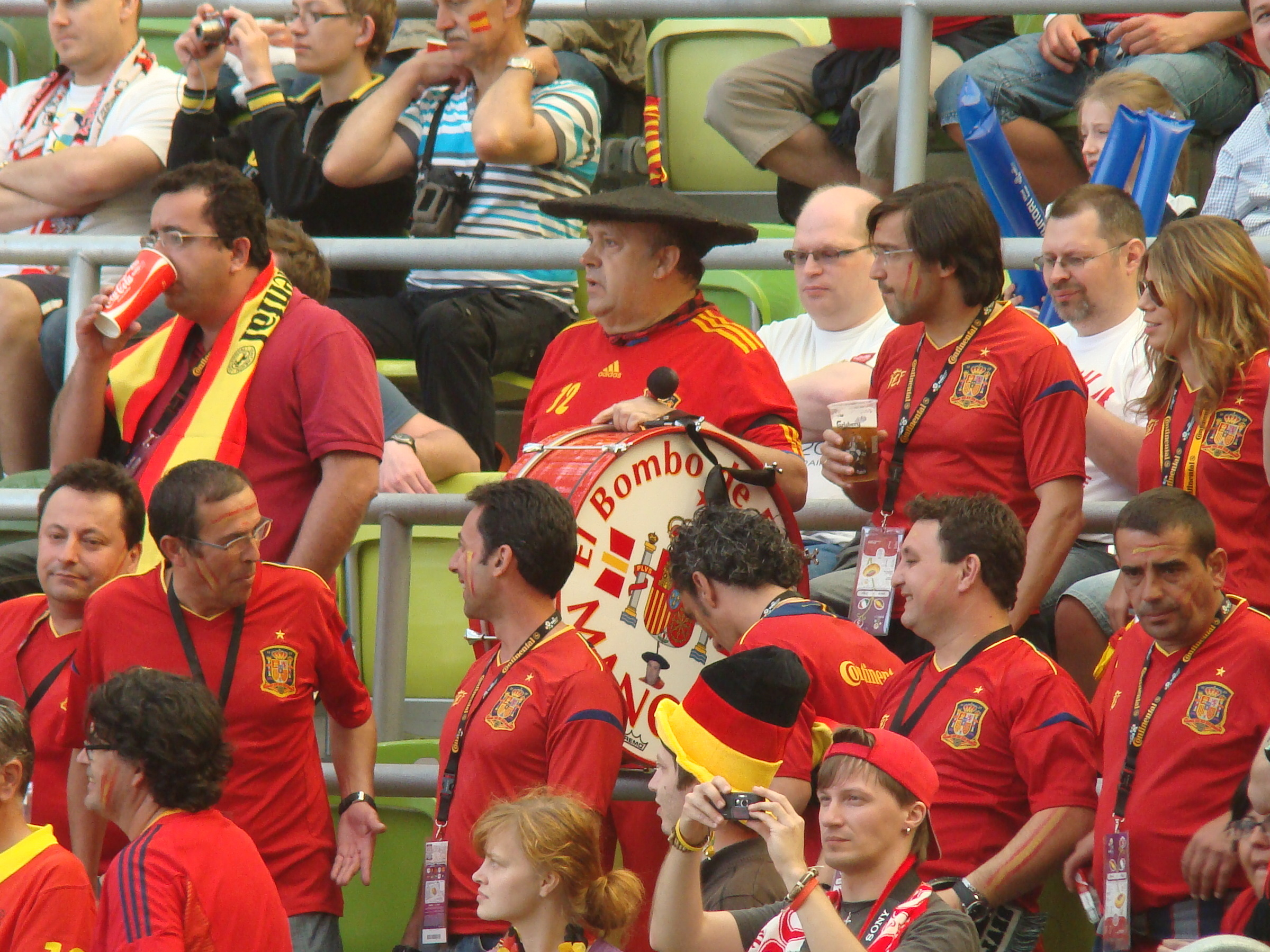
Іспанських фанів було вдвічі більше за італійських

Напередодні фіналу до Києва прибуло 160 чартерних рейсів з більше 50 країн світу. протягом 30 червня - 1 липня державний кордон України перетнули 342 тисячі іноземних вболівальників. У Києві очікують на близько 15 тисяч фанів з Італії та Іспанії. Зокрема очікується на прибуття 11 тисяч іспанців, та близько 5 тисяч італійців.

### Прогнози
Напередодні старту Євро 2012 (7 червня) британська букмекерська контора William Hill опублікувала свій прогноз на перемогу у чемпіонаті. Фаворитом виявилась збірна Іспанії, збірна Італії за рейтингом букмекерів опинилася на 6-му місці.
перед фінальним матчем букмекери й надалі продовжували віддавати перевагу іспанській збірній.
Хряк Фунтик в київській фан-зоні спрогнозував перемогу італійської збірної.

### Церемонія закриття
Перед початком матчу відбулася церемонія закриття чемпіонату, яка складалася з шоу тривалістю 12 хвилин за участю 600 волонтерів та виконанням співачкою Oceana офіційної пісні чемпіонату «Endless Summer». Національний гімн Італії виконали солісти Київського академічного театру опери та балету під керівництвом Анжели Масленникової — Тамара Ходакова та Михайло Гуменний. Концепцію церемонії закриття чемпіонату Європи було розроблено креативним директором та генеральним продюсером компанії Flimmaster Events Марко Баличем.
На матч приїхала низка європейських високопосадовців. Так на трибунах були присутні президенти України Віктор Янукович, Польщі Броніслав Коморовський, Грузії Михайло Саакашвілі, Білорусі Олександр Лукашенко, Вірменії Серж Саргсян і Таджикистану Емомалі Рахмон, прем'єр-міністри України Микола Азаров, Італії Маріо Монті, Іспанії Маріано Рахой, Угорщини Орбан Віктор, Молдови Влад Філат і принц астурійський дон Феліпе Хуан Пабло Альфонсо. Також на фінальному матчі у Києві були присутні президент ФІФА Йозеф Блаттер, президент УЄФА Мішель Платіні, екс-президенти України Леонід Кравчук, Леонід Кучма і Віктор Ющенко, Польщі Александр Квасневський, бізнесмени Лакшмі Міттал, Роман Абрамович, Рінат Ахметов та інші.

## Матч

### Стартові склади

#### Іспанія

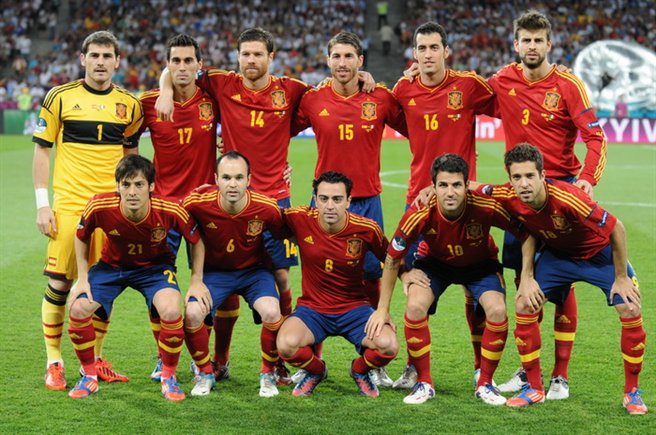
Стартовий склад збірної Іспанії на фінал

Тренер Іспанії Вісенте дель Боске вибрав тих ж самих одинадцять гравців на фінал, які грали в груповому матчі проти Італії. Тактична схема була 4—3—3. В стартовому складі іспанської збірної не було центрального нападника. В напад був висунутий півзахисник Сеск Фабрегас, який виконував функції «прихованої дев'ятки».
- Ворота: Ікер Касільяс.
- Захист: Альваро Арбелоа — правий крайній захисник, Серхіо Рамос — правий центральний захисник, Жерард Піке — лівий центральний захисник, Жорді Альба — лівий крайній захисник.
- Півзахист:  Хаві — лівий крайній центральний півзахиснк, Серхіо Бускетс — центральний півзахисник, Хабі Алонсо — правий крайній центральний півзахисник.
- Напад: Давід Сільва — правий нападник, Сеск Фабрегас — атакувальний півзахисник (центр), Андрес Іньєста — лівий нападник

#### Італія

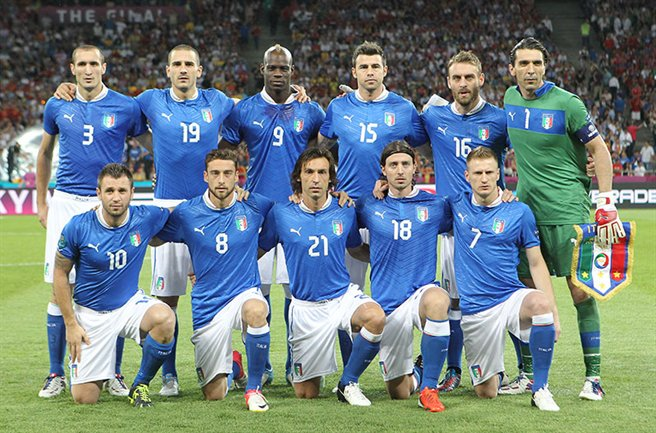
Стартовий склад збірної Італії на фінал

На відміну від тактичної стабільності Іспанії, тренер збірної Італії Чезаре Пранделлі використовував різні стартові склади протягом турніру і різні схеми. Тактична схема на фінал 4—1—3—2.
- Ворота: Джанлуїджі Буффон
- Захист: Джорджо К'єлліні — лівий крайній захисник, Леонардо Бонуччі — лівий центральний захисник, Андреа Барцальї — правий центральний захисник, Іньяціо Абате — правий крайній захисник
- Півзахист: Андреа Пірло — опорний півзахисник, Клаудіо Маркізіо — правий вінгер, Рікардо Монтоліво — атакувальний півзахисник (центр), Даніеле Де Россі — лівий вінгер
- Напад: Антоніо Касано — лівий нападник, Маріо Балотеллі  — правий нападник

### Огляд
Збірна Італії на початку гри допускала більшу кількість помилок. Іспанці виглядали свіжішими, впевненішими та методично розхитували оборону суперника. На 14-й хвилині піренейці добилися успіху: Андрес Іньєста зробив передачу на Сеск Фабрегаса, і той з гострого кута подав прямо на голову Давіда Сільви. Півзахисник збірної Іспанії відкрив рахунок у грі. Після пропущеного голу, Італія кинулася відіграватися, але, крім дальніх ударів, не змогла створити біля воріт Ікер Касільяса нічого суттєвого. Захопившись атакою, на останніх хвилинах першого тайму італійці пропустили швидку контратаку суперника: Жорді Альба втік від центрбеків італійців і, вийшовши один на один з Джанлуїджі Буффоном, забив другий м'яч.
Після перерви Пранделлі змінив Кассано на Ді Натале. Останній активно увійшов у гру, проте не зміг забити. На 57-й хвилині в збірній Італії відбулась третя заміна, вийшов Тьяго Мотта замість Ріккардо Монтоліво. Через п'ять хвилини Мотта зазнає травми, він потягнув м'яз задньої поверхні стегна і його на ношах винесли у підтрибунне приміщення. Збірна Італії залишилася у меншості. Іспанці ж продовжили атакувати. На 84-й хвилині Фернандо Торрес, який замінив Фабрегаса реалізував передачу від Хаві Ернандеса, яка вивела Торреса один на один з Буффоном — 3:0. А за дві хвилини до завершення основного часу асистував вже Торрес Хуану Маті, який щойно з'явився на полі, — 4:0.
Збірна Іспанії стала першою командою, яка виграла двічі поспіль чемпіонат Європи та першою командою, яка тричі поспіль перемогла у найголовніших футбольних турнірах (ЧЄ-2008, ЧС-2010 і ЧЄ-2012). Окрім того, це була перемога в фінальному матчі з найбільшим рахунком за всю історію змагань.

### Деталі матчу
| 1 липня 2012 21:45 EEST |

| Іспанія                                  | 4 – 0    | Італія |
| ---------------------------------------- | -------- | ------ |
| Сільва 14' Альба 41' Торрес 84' Мата 88' | Протокол |        |

| Олімпійський, Київ Глядачів: 63,170 Арбітр: Педру Проенса (Португалія) |

| Іспанія | Італія |

| ВР                 | 1  | Ікер Касільяс () |     |     |
| ЗХ                 | 17 | Альваро Арбелоа  |     |     |
| ЗХ                 | 3  | Жерард Піке      | 25' |     |
| ЗХ                 | 15 | Серхіо Рамос     |     |     |
| ЗХ                 | 18 | Жорді Альба      |     |     |
| ПЗ                 | 8  | Хаві Ернандес    |     |     |
| ПЗ                 | 16 | Серхіо Бускетс   |     |     |
| ПЗ                 | 14 | Хабі Алонсо      |     |     |
| ПЗ                 | 10 | Сеск Фабрегас    |     | 75' |
| НП                 | 21 | Давід Сільва     |     | 59' |
| НП                 | 6  | Андрес Іньєста   |     | 87' |
| Заміни:            |    |                  |     |     |
| ПЗ                 | 7  | Педро Родрігес   |     | 59' |
| ПЗ                 | 9  | Фернандо Торрес  |     | 75' |
| НП                 | 13 | Хуан Мата        |     | 87' |
| Тренер:            |    |                  |     |     |
| Вісенте дель Боске |    |                  |     |     |

| ВР               | 1  | Джанлуїджі Буффон () |     |     |     |
| ЗХ               | 7  | Іньяціо Абате        |     |     |     |
| ЗХ               | 15 | Андреа Барцальї      | 45' |     |     |
| ЗХ               | 19 | Леонардо Бонуччі     |     |     |     |
| ЗХ               | 3  | Джорджо К'єлліні     |     | 21' |     |
| ПЗ               | 21 | Андреа Пірло         |     |     |     |
| ПЗ               | 8  | Клаудіо Маркізіо     |     |     |     |
| ПЗ               | 18 | Ріккардо Монтоліво   |     | 57' |     |
| ПЗ               | 16 | Даніеле Де Россі     |     |     |     |
| НП               | 9  | Маріо Балотеллі      |     |     |     |
| НП               | 10 | Антоніо Кассано      |     | 46' |     |
| Заміни:          |    |                      |     |     |     |
| НП               | 6  | Федеріко Бальцаретті |     | 21' |     |
| ПЗ               | 11 | Антоніо Ді Натале    |     | 46' |     |
| НП               | 5  | Тьяго Мотта          |     | 57' | 62' |
| Тренер:          |    |                      |     |     |     |
| Чезаре Пранделлі |    |                      |     |     |     |

| Найкращий гравець матчу: Андрес Іньєста (Іспанія) Асистенти арбітра: Бертіну Кунья Міранда (Португалія) Рікарду Сантуш (Португалія) Судді за воротами: Жорж Соуза (Португалія) Дуарте Гоміш (Португалія) Резервний суддя: Джюнейт Чакир (Туреччина) |

### Статистика[20]
|                       | Іспанія | Італія |
| --------------------- | ------- | ------ |
| Голи                  | 2       | 0      |
| Удари по воротах      | 8       | 8      |
| Удари в площину воріт | 5       | 5      |
| Володіння м'ячем      | 48 %    | 52 %   |
| Кутові                | 1       | 3      |
| Порушено правила      | 6       | 4      |
| Офсайди               | 1       | 0      |
| Жовті картки          | 1       | 1      |
| Червоні картки        | 0       | 0      |

|                       | Іспанія | Італія |
| --------------------- | ------- | ------ |
| Голи                  | 2       | 0      |
| Удари по воротах      | 6       | 3      |
| Удари в площину воріт | 4       | 1      |
| Володіння м'ячем      | 57 %    | 43 %   |
| Кутові                | 2       | 0      |
| Порушено правила      | 11      | 6      |
| Офсайди               | 2       | 3      |
| Жовті картки          | 0       | 0      |
| Червоні картки        | 0       | 0      |

|                       | Іспанія | Італія |
| --------------------- | ------- | ------ |
| Голи                  | 4       | 0      |
| Удари по воротах      | 14      | 11     |
| Удари в площину воріт | 9       | 6      |
| Володіння м'ячем      | 52 %    | 48 %   |
| Кутові                | 3       | 3      |
| Порушено правила      | 17      | 10     |
| Офсайди               | 3       | 3      |
| Жовті картки          | 1       | 1      |
| Червоні картки        | 0       | 0      |

## Після матчу

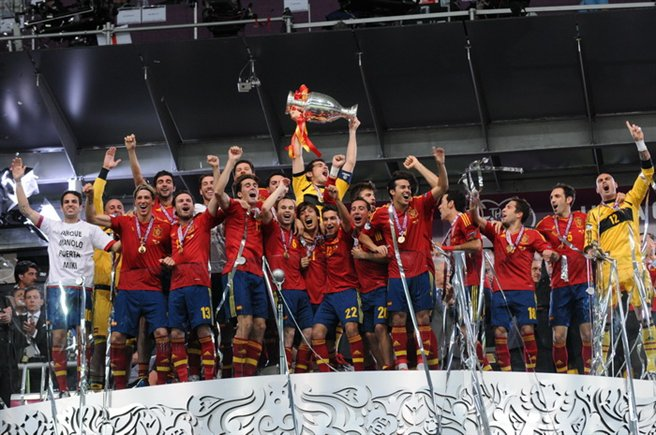
Іспанські гравці святкують перемогу.

Під час кола пошани запасний голкіпер переможців Пепе Рейна надягнув футболку «Бетіса» з прізвищем Мікі Роке, який помер від раку під час Євро-2012.
Під час прес-конференції тренер збірної Іспанії Вісенте дель Боске був задоволений виступом своєї команди. Він зазначив, що «це великі часи для іспанського футболу» і похвалив італійців, незважаючи на їхню поразку, зауваживши, що їм «просто не пощастило» і додав, що «травма Тьяго Мотти фактично вбила інтригу» [після травми Мотти італійці були змушені грати вдесятьох]. Тренер Італії Чезаре Пранделлі сказав, що залишить Київ із високою піднятою головою і розчарованим: «Коли пролетимо над Києвом і побачимо світло прожекторів на стадіоні, буду відчувати шалене розчарування, але зараз я залишаю турнір із високо піднятою головою». Він продовжував, зауваживши, що його гравці «не змогли відновитися фізично» і «виявилися дуже втомленими» і додав, що Італії «протистояла велика команда, чемпіон світу. Коли залишилися вдесятьох, все було скінчено. На початку другого тайму створили кілька моментів, але не скористалися ними. Потім поле залишив Тьяго Мотта, і наш бак виявився порожнім. Коли атакували, мали проблеми з поверненням в оборону».
Після перемоги Іспанії дель Боске також став другим тренером в історії, після тренера збірної Німеччини Гельмута Шена, хто привів свою команду до перемог на чемпіонатах Європи і світу, і першим тренером в історії, який ще вигравав і Лігу Чемпіонів.

## Телетрансляція

### Телерейтинги
За даними УЄФА на території Європи матч Іспанія — Італія перед телеекранами одночасно дивилися більше 125,3 мільйона осіб.
Найбільше фанів (майже 43 млн) 1 липня зібралися перед телеекранами в Італії та Німеччині. В Україні фінал по ТБ дивилися 5,6 млн уболівальників.
Завдяки перемозі збірної Іспанії на турнірі був встановлений рекорд за кількістю телеглядачів, які дивилися матч в цій країні. У середньому за грою на «Олімпійському» тут спостерігали 15,5 млн людей, свого піку цей показник досяг на позначці 17,9 млн в кінці матчу. Матч Іспанія — Італія залучив на 1 мільйон більше глядачів, ніж фінал Євро-2008, і перегнав по телеперегляду Чемпіонат світу з футболу 2010 року (Іспанія — Нідерланди: 13,4 млн).
В Італії середня кількість глядачів, які дивилися матч Іспанія — Італія по двох місцевих телеканалах склало 22,5 млн осіб. Рейтинговий показник переглядів матчу по каналу Rai перевищив попередній і став найвищим з часів, коли Італія завоювала титул чемпіона світу у 2006 році.
В Німеччині глядацька аудиторія матчу стала найбільшою нейтральною аудиторією чемпіонату за весь період його проведення. Тут гру подивилися 20,3 млн людей.